# Takács Orsolya
Takács Orsolya (Budapest, 1985. május 20. –) világ- és Európa-bajnok magyar vízilabdázó.
Tizenhat éves koráig a TFSE úszója volt. A BVSC-ben kezdett vízilabdázni. 2003-ban mutatkozott be az ob I-ben, ahol ötödik lett. 2005-ben részt vett a junior vb-n. A magyar bajnokságban negyedik helyen végzett. A felnőtt vb-n világbajnok lett. Ugyanebben az évben a világligában negyedik volt. 2006-ban ismét negyedik volt az ob I-ben. A válogatottal az Európa-bajnokságon bronzérmes, a világkupában ötödik lett.
A 2006-2007-es szezontól a Honvédben szerepelt. 2006 novemberében Európai szuperkupát nyertek. 2007-ben a BEK-ben nem jutottak a legjobbak közé. A magyar bajnokságban első, a világbajnokságon negyedik volt. A következő évben a BEK-ben a negyeddöntőig jutott. A magyar bajnokságban ismét aranyérmes lett. Az Európa-bajnokságon bronzérmet szerzett. Az olimpián negyedik helyen végzett. Novemberben megnyerte a magyar kupát.
2009-ben a BEK döntőjében negyedik volt. A magyar bajnokságban ezüstérmes lett. A világbajnokságról hetedik hellyel tért haza. Az új szezontól a Szentes csapatában szerepelt. Az OB I-ben ismét második lett. A válogatottal a világligában és a világkupában hatodik volt. Az Európa-bajnokságon ötödikként zárt. Novemberben magyar kupa-győztes volt. 2011-ben a LEN-kupa elődöntőjében esett ki a Szentessel. A bajnokságban sorozatban harmadik alkalommal lett ezüstérmes. A világbajnokságon kilencedik volt. Az év végén a magyar kupa döntőjég jutott. 2012-ben magyar bajnoki bronzérmet szerzett. A LEN-kupában ismét elődöntős lett. Az Európa-bajnokságon a dobogó harmadik fokára állhatott. Az olimpiai selejtezőn a válogatottal kivívta az ötkarikás indulás jogát. Az olimpián negyedik helyezést ért el.
A 2013-as női vízilabda-világligán negyedik helyezett volt. Az Olasz bajnokságban nyolcadik volt. A góllövőlistán nyolcadik lett. A 2013-as női vízilabda-világbajnokságon bronzérmet szerzett.
Az új szezont az olasz Bogliasco játékosaként kezdte meg. A 2014-es Európa-bajnokságon bronzérmes lett. Szeptemberben a BVSC-hez igazolt.
A 2015-ös női vízilabda-világbajnokságon kilencedik helyen végzett. 2016-ban tagja volt az Európa-bajnok válogatottnak.
A 2017-es női vízilabda-világbajnokságon ötödik lett. Ezt követően bejelentette visszavonulását a válogatottól.

## Díjai, elismerései
- Magyar Köztársasági Ezüst Érdemkereszt (2008)
- Az év magyar vízilabdázója (2010)
- Magyar Arany Érdemkereszt (2012)